# بهتره با سال تماس بگیری (فصل ۵)
فصل پنجم مجموعه تلویزیونی درام آمریکایی بهتره با سال تماس بگیری در ۲۳ فوریه ۲۰۲۰ در ایالات متحده پخش شد و در ۲۰ آوریل ۲۰۲۰ به پایان رسید. فصل پنجم شامل ۱۰ قسمت است که دوشنبه شب‌ها ساعت ۲۱:۰۰ از شبکه ای‌ام‌سی پخش شد. باب ادنکیرک، جاناتان بنکس، ری سیهورن، پاتریک فابیان، مایکل ماندو و جیانکارلو اسپوزیتو نقش‌های فصل‌های گذشته خود را بازی می‌کنند و تونی دالتون که در فصل قبل نقشی فرعی داشت در این فصل نقشی اصلی بود. بهتره با سال تماس بگیری یک اسپین‌آف از سریال بریکینگ بد است و توسط وینس گیلیگان و پیتر گولد ساخته شده‌است.

## بازیگران

### اصلی
- باب ادنکیرک در نقش: جیمی مک‌گیل
- جاناتان بنکس در نقش: مایک ارمنتراوت
- ری سیهورن در نقش: کیم وکسلر
- پاتریک فابیان در نقش: هاوارد هملین
- مایکل ماندو در نقش: ناچو وارگا
- تونی دالتون در نقش: لالو سالامانکا
- جیانکارلو اسپوزیتو در نقش: گاس فرینگ

## قسمت‌ها
| شم. کلی | شم. در فصل | عنوان               | کارگردان          | نویسنده                    | تاریخ انتشار اصلی | آمریکا تعداد بیننده (میلیون) |
| ------- | ---------- | ------------------- | ----------------- | -------------------------- | ----------------- | ---------------------------- |
| ۴۱      | ۱          | «شعبده باز»         | Bronwen Hughes    | Peter Gould                | ۲۳ فوریه ۲۰۲۰     | ۱٫۶۰                         |
| ۴۲      | ۲          | «۵۰٪ تخفیف»         | Norberto Barba    | Alison Tatlock             | ۲۴ فوریه ۲۰۲۰     | ۱٫۰۶                         |
| ۴۳      | ۳          | «مردی برای این کار» | Michael Morris    | Ann Cherkis                | ۲ مارس ۲۰۲۰       | ۱٫۱۸                         |
| ۴۴      | ۴          | «ناماسته»           | Gordon Smith      | Gordon Smith               | ۹ مارس ۲۰۲۰       | ۱٫۲۲                         |
| ۴۵      | ۵          | «تقدیم به مکس»      | Jim McKay         | Heather Marion             | ۱۶ مارس ۲۰۲۰      | ۱٫۴۵                         |
| ۴۶      | ۶          | «وکسلر علیه گودمن»  | Michael Morris    | Thomas Schnauz             | ۲۳ مارس ۲۰۲۰      | ۱٫۴۰                         |
| ۴۷      | ۷          | «جی‌ام‌ام»            | Melissa Bernstein | Alison Tatlock             | ۳۰ مارس ۲۰۲۰      | ۱٫۳۰                         |
| ۴۸      | ۸          | «خلافکار»           | Vince Gilligan    | Gordon Smith               | ۶ آوریل ۲۰۲۰      | ۱٫۴۲                         |
| ۴۹      | ۹          | «مسیر انتخاب بد»    | Thomas Schnauz    | Thomas Schnauz             | ۱۳ آوریل ۲۰۲۰     | ۱٫۵۱                         |
| ۵۰      | ۱۰         | «چیزی نابخشودنی»    | Peter Gould       | Peter Gould & Ariel Levine | ۲۰ آوریل ۲۰۲۰     | ۱٫۵۹                         |